# Ōta (rzeka)
Ōta (jap. 太田川 Ōta-gawa) – rzeka w zachodniej Japonii. 
Jej długość wynosi 103 km, a powierzchnia dorzecza – 1710 km². Źródło znajduje się na górze Kanmuri (Kanmuri-yama, 1339 m), ujście – do zatoki Hiroshima na Morzu Wewnętrznym.